# Zwartzusters (Gent)
Die Zwartzusters von Gent sind eine in der Krankenpflege beheimatete römisch-katholische Ordensgemeinschaft in Belgien, deren Werden weit in die Vergangenheit zurückreicht.

## Geschichte
Das Kloster der Zwarte Zusters Augustinessen von Gent findet die erste Erwähnung im Jahre 1363 mit einem Haus in der ehemaligen Wagenaarstraat in Gent in Flandern. Aus der Tatsache, dass der Abt von Sint-Baafs ihnen die Erlaubnis zum Bau einer Kapelle gab, welche sie nach ihrer Fertigstellung der heiligen Ursula weihten, kann man seine mögliche Aufsichtsgewalt über das Kloster erkennen. Verwüsteten die Bilderstürmer 1566 ihre Kapelle, so vertrieben die Calvinisten, welche die Stadt von 1578 bis 1584 in ihrer Hand hatten, die Schwestern aus ihrem Haus und verkauften es. Erst mit der Einnahme der Stadt durch die Spanier im Jahre 1584, konnten die Schwestern in ihr Kloster zurückkehren.
Da ihre Kapelle im 17. Jahrhundert ein Ort der Rochusverehrung geworden war, wurde diese vergrößert und auf Kosten des Stadtmagistrates ausgeschmückt. 1797 kam es im Verlauf der Französischen Revolution zur Aufhebung des Klosters, welches dann am 2. Oktober des folgenden Jahres auch verkauft wurde, so dass die Schwestern bei Freunden und Verwandten Unterkunft finden mussten. Die letzten sieben Schwestern bezogen erst 1807 wieder ein gemeinsames Haus auf der Rode Lijvekensstraat, wo sie jedoch bis 1825 wieder auf 25 Schwestern erstarkten und am 14. Mai 1829 die königliche Anerkennung mit einer Festlegung der Mitgliederzahl auf 40 Schwestern erhielten. Bereits 1833 bezogen sie das Houtbriel, worin sie auch ein Altenheim für Frauen führten. 1866 gelang ihnen in Duinkerke ihre erste Filialgründung, welcher noch drei weitere folgen sollten. Nachdem sie sich am 11. September 1951 dem Augustinerorden aggregiert hatten, zählten sie 1970 noch 36 Professen und zwei Novizinnen in drei Häusern. Im folgenden Jahr trat an die Stelle ihres Klosters der Altenheimneubau Avondvrede, wovon ein Gebäudeflügel als Klausurtrakt für die Schwestern dient, welche im Jahre 2000 mit zusammen 13 Schwestern als Zwarte Zusters Augustinessen in Gent und Ronse ansässig waren.

## Kleidung
Röcke und Skapuliere sind schwarz, die Weihel (Kopfschleier) schwarz oder weiß. Zum Ausgehen nutzen sie einen großen Mantel, in den sie sich gänzlich einhüllen.